# Middelloodvlak

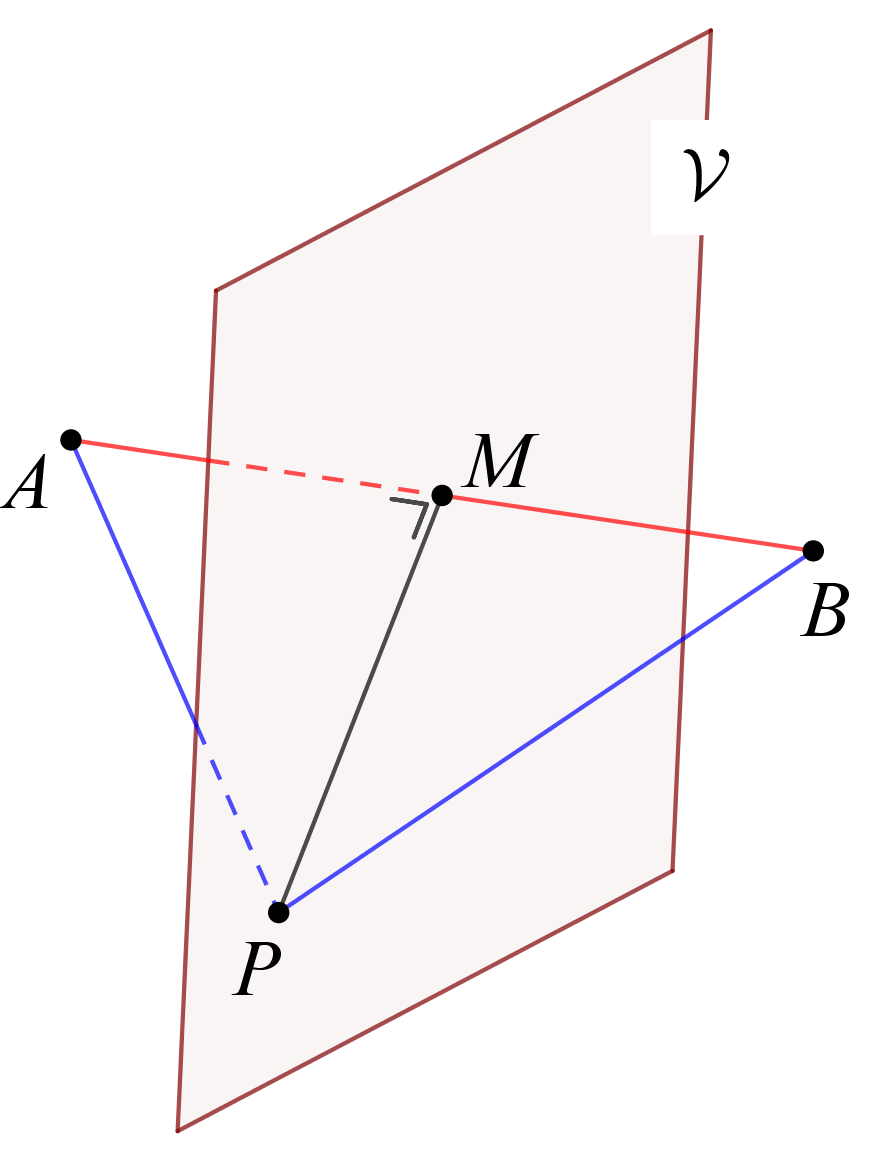
Het middelloodvlak V van een lijnstuk AB. M is het midden van AB en P is een punt van V.

Het middelloodvlak (in een enkel geval ook wel asvlak genoemd) van een lijnstuk is in de driedimensionale euclidische meetkunde het vlak dat loodrecht staat op dat lijnstuk en door het midden ervan gaat.
Elk lijnstuk heeft precies één middelloodvlak.

## Eigenschappen
Elk punt van het middelloodvlak van een lijnstuk heeft gelijke afstanden tot de eindpunten van het lijnstuk. Op deze eigenschap wordt de definitie van middelloodvlak soms ook gebaseerd:
- Het middelloodvlak van een lijnstuk is de meetkundige plaats van de punten met gelijke afstanden tot de eindpunten van dat lijnstuk.

In het vlak dat bepaald wordt door het lijnstuk {\displaystyle AB} en een punt {\displaystyle P} van het middelloodvlak van dat lijnstuk, is de lijn {\displaystyle PM} – waarbij {\displaystyle M} het midden is van {\displaystyle AB} – de middelloodlijn van {\displaystyle AB}.

## Met vectoren
Voorbeeld. Zijn in een driedimensionaal standaard coördinatenstelsel gegeven de punten {\displaystyle A=(-1,2,2)} en {\displaystyle B=(2,3,1)}, dan is een richtingsvector {\displaystyle {\bar {r}}} van de drager van het lijnstuk {\displaystyle AB}:
{\displaystyle {\bar {r}}=\left({\begin{matrix}3\\1\\-\,1\\\end{matrix}}\right)}
De vector {\displaystyle {\bar {r}}} is dan een normaalvector van het middelloodvlak van {\displaystyle AB}.
Hiermee is een vergelijking van het middelloodvlak:
{\displaystyle 3x+y-z=m}
waarbij {\displaystyle m} als volgt berekend wordt:
{\displaystyle m=3\,\cdot \,{\tfrac {1}{2}}+2{\tfrac {1}{2}}-1{\tfrac {1}{2}}=2{\tfrac {1}{2}}}
omdat de coördinaten van {\displaystyle M=({\tfrac {1}{2}},2{\tfrac {1}{2}},1{\tfrac {1}{2}})} voldoen aan de vergelijking van het middelloodvlak.

## Toepassingen

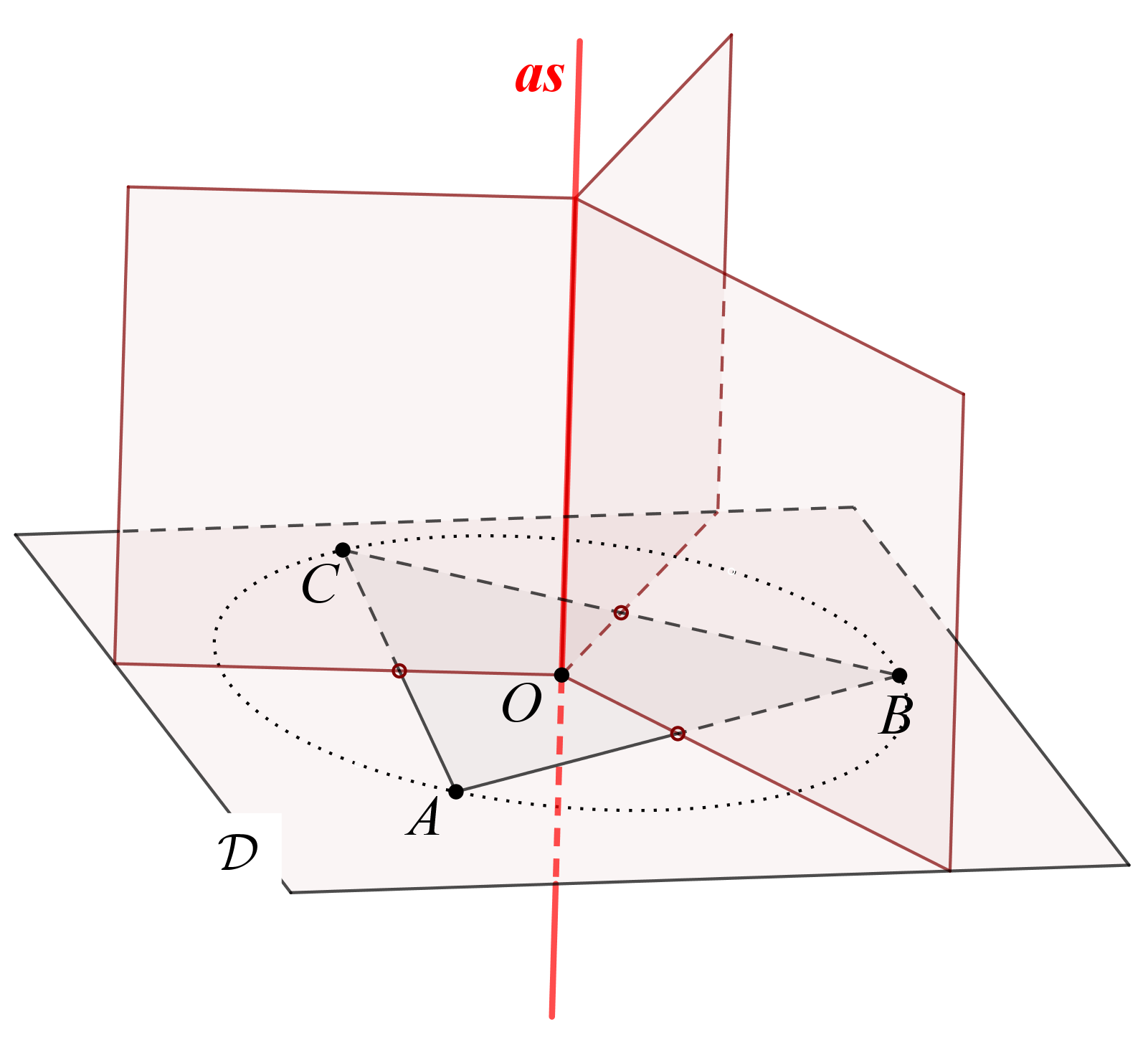
De as van (de omgeschreven cirkel van) driehoek ABC, gelegen in vlak D. De as staat loodrecht op D.

De as van een driehoek in de ruimtemeetkunde is de lijn door het middelpunt van de omgeschreven cirkel van die driehoek die loodrecht staat op het vlak waarin de driehoek gelegen is.
De as is de gemeenschappelijke snijlijn van de drie middelloodvlakken van de zijden van de driehoek.
De as wordt ook wel de as van de cirkel genoemd.
Hieruit volgt dat een piramide waarvan het grondvlak een koordenveelhoek is, een omgeschreven bol heeft. Het snijpunt van de as van de veelhoek met het middelloodvlak van een opstaande ribbe van de piramide is het middelpunt van die bol.

## Zie verder
- Vector, voor eigenschappen van vectoren